# 于利希
于利希（德語：Jülich，德語發音：[ˈjyːlɪç] ⓘ）是德国北莱茵-威斯特法伦州的一个市镇。总面积90.39平方公里，总人口33059人，其中男性16337人，女性16722人（2011年12月31日），人口密度366人/平方公里。

## 地理特征
于利希位于小鲁尔河畔。自东向西13.3公里，自北向南10.9公里。城市的最高点（除去索非亚高地外）位于Bourheim区，高度110米。最低处在Barmen区，为70米。于利希除了城区外，还包括了15个郊区，分别为：Altenburg，Koslar，Barmen，Lich－Steinstraß，Bourheim，Mersch，Broich，Merzenhausen，Daubenrath，Pattern，Güsten, Selgersdorf, Kirchberg, Stetternich, Welldorf。

## 气候情况
以下数据来自于于利希研究中心气象站：
1961 至 2004 年度平均值
```
	年度平均	最低	最高
```

气温摄氏度°C	9,8	−21,1 (1979)	37,6 (2003)
日照时长小时数h	1528	1224 (1981)	2168 (2003)
降雨量mm	693	441 (1976)	1042 (1966)
风速m/s	3,1	2,6 (89/92)	3,8 (1970)

## 城市历史
于利希城建于罗马时期，当时被作为从滨海布洛涅通往科隆的驿站。由于地处小鲁尔河畔，该地具有一定的战略意义，其重要性也与日俱增，在四世纪时，这里便建起了要塞。五世纪时，于利希成为了法国殖民地，并发展成为之后的于利希大区的中心。从1328年起，这里成为于利希公爵领地。
1234年，于利希兴建起城邦，却在1239年一场反对科隆大主教的战争中被毁于一旦。1279年10月14日，科隆大主教西格弗里德·冯·韦斯特堡（Siegfried von Westerburg）与于利希重归和平，并在14世纪时新建了防御设施。直到今天，我们还可以看到当时所建的女巫塔以及城墙的遗迹。1416年，于利希获得了财政自主权。随着于利希公爵权力的日渐增强，于利希公爵领地、克莱费和贝尔格地区也合并为联合公国。威廉五世期间标志着帝国的巅峰时期。尽管于利希在1543年时被交给帝国军统治，并在1547年时整座城都几乎毁于一场大火，但公爵在意大利建筑师Alessandro Pasqualini的帮助下，将这座城重新建成了理想中的完美城邦。当时建设要塞以及城防的设计图，被一直保留到了今天。这在当时曾一度是欧洲最现代化的要塞。1609年后，联合公国分裂，直到1610年，于利希第一次陷入王位之争，并在1621至1622年经历了第二次王位之争。
1794年至1814年，于利希归属于法国。法国人扩建了小鲁尔河畔拿破仑桥头的各项要塞和外防。1815年，于利希成为了普鲁士王朝的要塞和城镇。由于要塞的军事意义，军队于1841年强烈要求在此地修建往返于科隆与亚琛两地，穿越迪伦地区的铁路线。1860年在一场普鲁士军队围困战之后，要塞被拆毁。但这座城市仍然被作为卫戍之用。此后，1873年于利希修建了三条铁轨，分别通往迪伦、门兴格拉德巴赫以及施托尔贝格（通往亚琛）。1882年至1912年间，这三条铁轨都进行了进一步延展。1920年期间，于利希被法国和比利时的部队占领。
1944年11月16日（二战期间），于利希被英军的炸弹轰炸，几乎完全炸毁，因为该地的战略位置，以及不再被继续使用的桥头要塞都被视为进入莱茵兰地区的阻碍。1944年12月8日，美军来到于利希对岸的小鲁尔河西岸。二战结束后，在1945年初期，整座于利希城因为几近彻底摧毁而无法居住。当时无人知晓这座城市是否会被重建。直到1949年至1956年间，在市长Heinrich Röttgen的领导下，才开始了主城区的重建工程，保留了文艺复兴时期的建筑特色。随后的50、60年代，又在此地建立起了科研中心（今天的于利希研究中心）。随着科研中心的兴建，当地来了一批新的市民入驻，其中许多都是学者。至1972年1月1日，于利希的人口提升到了30000人。战后，城区正中的要塞被改建为城市高级中学，在90年代，这里一度是于利希城文化和旅游的重要景点。
1968年至1983年，于利希连接迪伦地区的铁路由于客流量不足而被关闭。直到1993年，迪伦铁路局接管了该区铁路的运营，并开通了一辆地区小火车。1998年4月25日至10月4日，在于利希举办了一届州花园展，从而将重建桥头要塞以及大型休闲场所——桥头公园的事宜提上议程。
如今，于利希市仍然扮演着重要角色，因为这里有着世界闻名的科研中心（建于1956年），以及亚琛应用技术大学于利希分校（建于1970年）。
于利希市区的地标建筑是女巫塔。

## 城市政治
市长：
2015年9月27日，无党派人士Axel Fuchs先生被选举为新任市长。新政府于2015年10月21日开始执行政务。
城市伙伴关系：
1964年至2013年，于利希与北法城市奥布尔丹结为友城。由于财政原因，友城关系于2013年终止。目前Haus Overbach高级中学、于利希女子中学、于利希Zitadella高级中学与其他国家开展了一些游学交流项目。

2017年，于利希与中国太仓结为友好城市。

## 体育休闲
于利希城市与周边为市民的体育休闲活动提供了很多可能。沿着小鲁尔河畔骑行，穿越自然保护区是一个非常有意义的亲近大自然的活动。另一个选择是索非亚高地，这是一座为修建Hambach矿场而人工挖出的山，是徒步、骑行、骑马的不二选择。
骑行：
小鲁尔河路线：此路线连接了Venn高地与Maas河口。
瓦塞尔布格路线：这条路线串联了130座小山，直达艾弗尔国家公园边缘。
绿肺路线：这条绵延了370公里的路线穿过了比利时贝灵恩、荷兰海尔伦以及德国迪伦地区的自然保护区，并会经过欧洲最大的煤矿地之一。

桥头公园：
桥头公园建于1998年，当时是为了举办州花园展会，之后逐步发展为家庭与学校所喜爱的休闲场所。甚至还有从比利时与荷兰远道而来的游客。占地30多公顷的公园中有大型游乐场所，还有一条滑板道。这里还有一个大型开放式舞台，可以举办各种文化活动。此外，公园内还提供了餐饮和小吃服务。
体育活动：
于利希有60多个体育社团，有多个足球场、网球场、室内运动场。其中TTC乒乓球社团在欧洲地区颇有名气。
SC Jülich 1910在1969年至1971年间三次参加了全德业余足球联赛，并在1972年时打入了半决赛，是德国著名的业余足球队。1997年时该社团更名为SC Jülich 1910/97。

## 当地华人
于利希市虽然是一座小城，却在当地生活着不少华人。2014年的数据显示，全市已登记注册的外籍人士有5351人，其中华人612人，占11.4%。2015年6月，亚琛日报中提到于利希市生活着1200多位华人，且这一数字还在不断上升，华人数量占据了全市（包括郊区）总人口数的5%，这一比例相当惊人。这与当地的国际化研究中心以及亚琛应用技术大学国际留学生有着密不可分的联系。
当地华人也积极组建了不同的社团，开展了丰富多彩的文化活动，其中较为著名的华人组织有：于利希学生学者联合会（成立于1988年）、于利希中国文化协会（成立于2007年）、于利希研究中心学联（成立于2016年）。

## 应用技术大学
包含专业应用化学工程，生物工程，医药工程，工业数学以及能源技术等的于利希校区，是亚琛应用科技大学的一部分。

## 于利希太阳能研究所
建立于1991年的亚琛应用科技大学于利希太阳能研究所，一直在为太阳能光热示范及于利希塔式太阳能实验电站的发展做出重大贡献。

## 学校
于利希有五所小学: 于利希市北部小学，于利希市东部小学，于利希市南部小学，于利希市西部小学和天主教小学。两所特种学校:希尔姆学校, 以发展为重点的学校，以及位于赛格多夫的圣斯德望学校，发展学校以智力发育为开发重点。五所中学：鲁尔联合中学，实验中学，女子高级中学，位于市中心的城堡高级中学以及位于巴门区的奥弗巴赫宫高级中学（Gymnasium Haus Overbach）。
另外，北莱茵-威斯特法伦州教育部规划在于利希设立实科中学。于利希还有一个职业学校及著名的亚琛应用科技大学校区。

## 于利希研究中心
于利希研究中心（德语：Forschungszentrum Jülich GmbH (FZJ)，英语：Jülich Research Centre）是德国亥姆霍兹联合会下属的研究机构之一，成立于1956年。于利希研究中心的主要研究领域集中在能源与环境、信息科技、脑科学研究，现有超过5000名研究人员，是欧洲最大的研究机构之一。研究中心在核物理、磁共振脑成像、太阳能电池、燃料电池和高倍透射电镜，脑科学等方面的研究处于世界前沿。其中固体研究所Peter Grünberg 教授因发现巨磁电阻效应而荣获2007年诺贝尔物理学奖。
于利希研究中心最初是以两座核反应堆MERLIN（FRJ-1）和DIDO（FRJ-2）为基础建立的。目前反应堆已被关停。

## 医疗卫生
St. Elisabeth 医院
St. Elisabeth 医院于1891年9月19号正式成立。但是在第二次世界大战中，医院被战火夷为平地。在随后的1946年和后来的几年中，医院的重建工作陆续完成。医院在随后的发展之中又逐步设立耳鼻喉（科）ENT（1950）和妇产科（1959）.自1959年以来，医院开设了下属的护士学校。在2003年，医院又增添了门诊手术中心和新型的病房。截至目前，医院共有156个床位和300名工作人员。
急救服务
德国红十字会和马耳他急救中心在于利希提供急救服务。杜伦区（RDKD）委托他们进行救援。